# فیلم وان پیس: طلا
فیلم وان پیس: طلا (انگلیسی: One Piece Film: Gold) یک فیلم انیمه ژاپنی ۲۰۱۶فانتزی اکشن ماجراجویی به کارگردانی هیروکی میاموتو و محصول توئی انیمیشن است.